# Ricardo Jaimes Freyre
Ricardo Jaimes Freyre (Tacna, 12 de mayo de 1866 - Buenos Aires, 8 de noviembre de 1933) fue un escritor, poeta, historiador y diplomático boliviano naturalizado argentino. Es considerado uno de los referentes del modernismo hispanoamericano.

## Biografía
Nacido el 12 de mayo de 1866 en Tacna, Perú, y fue uno de los hijos de Julio Lucas Jaimes y Carolina Freyre, ambos provenientes de familias relacionadas con la literatura. Su padre fue un periodista y escritor potosino, cuyo pseudónimo era Brocha Gorda. Fue autor de abundantes tradiciones bolivianas a la manera de Ricardo Palma, de quien fuera amigo. Su madre pertenecía a una importante familia tacneña ligada al periodismo y la imprenta, y fue directora de una revista femenina.
Jaimes Freyre nació en Tacna durante la estancia de su padre en esta ciudad como cónsul de Bolivia. Su partida de nacimiento registra como testigos a Mariano Baptista y Melchor Terrazas, ambos bolivianos exiliados en Perú.
En Tacna viviría la primera etapa de su vida, que coincidiría en parte con el periodo de la ocupación chilena de la ciudad. En 1886, a sus 18 años, tras el traslado de la familia a la ciudad de Sucre, conoció en Bolivia a Felicidad Soruco, con quien se casó y tuvo tres hijos: Víctor, Yolanda y Mario.

## Modernismo
Miembro del movimiento modernista, fundó durante 1894 en Buenos Aires, junto a su amigo Rubén Darío, quien estaba allí desde 1893, la Revista de América, de corta duración pero que fue un referente literario continental por el manifiesto modernista que publicó:

Trabajar por el brillo de la lengua española en América y, al par que por el tesoro de sus riquezas antiguas, por el engrandecimiento de esas mismas riquezas, en vocabulario, rítmica, plasticidad, y matiz... servir... a la aristocracia intelectual de las repúblicas de lengua española.

Su estancia en esta ciudad le permitió cultivar, además, la amistad de Leopoldo Lugones. Fue redactor del diario El País, y colaboró con publicaciones de la época. Entre 1896 y 1899 cumple funciones diplomáticas en Brasil, tiempo durante el cual escribe gran parte de su primer libro de poesía, Castalia bárbara (1899). En este libro se destaca la suite homónima, de 13 composiciones poéticas que evocan mitos y elementos nórdicos.

## Tucumán
Entre 1901 y 1921 vivió en Tucumán, donde se desempeñó como docente y periodista. Impartió cursos de Psicología y Literatura Perceptiva, Lógica e Historia de la Literatura Española, en el Colegio Nacional de Tucumán. Uno de sus discípulos fue el poeta Manuel Lizondo Borda. Fue también docente, desde 1905, de la Escuela Normal y de la Universidad Nacional de Tucumán, de la que fue cofundador y uno los primeros profesores, convirtiéndose en un personaje importante de la vida cultural tucumana. 

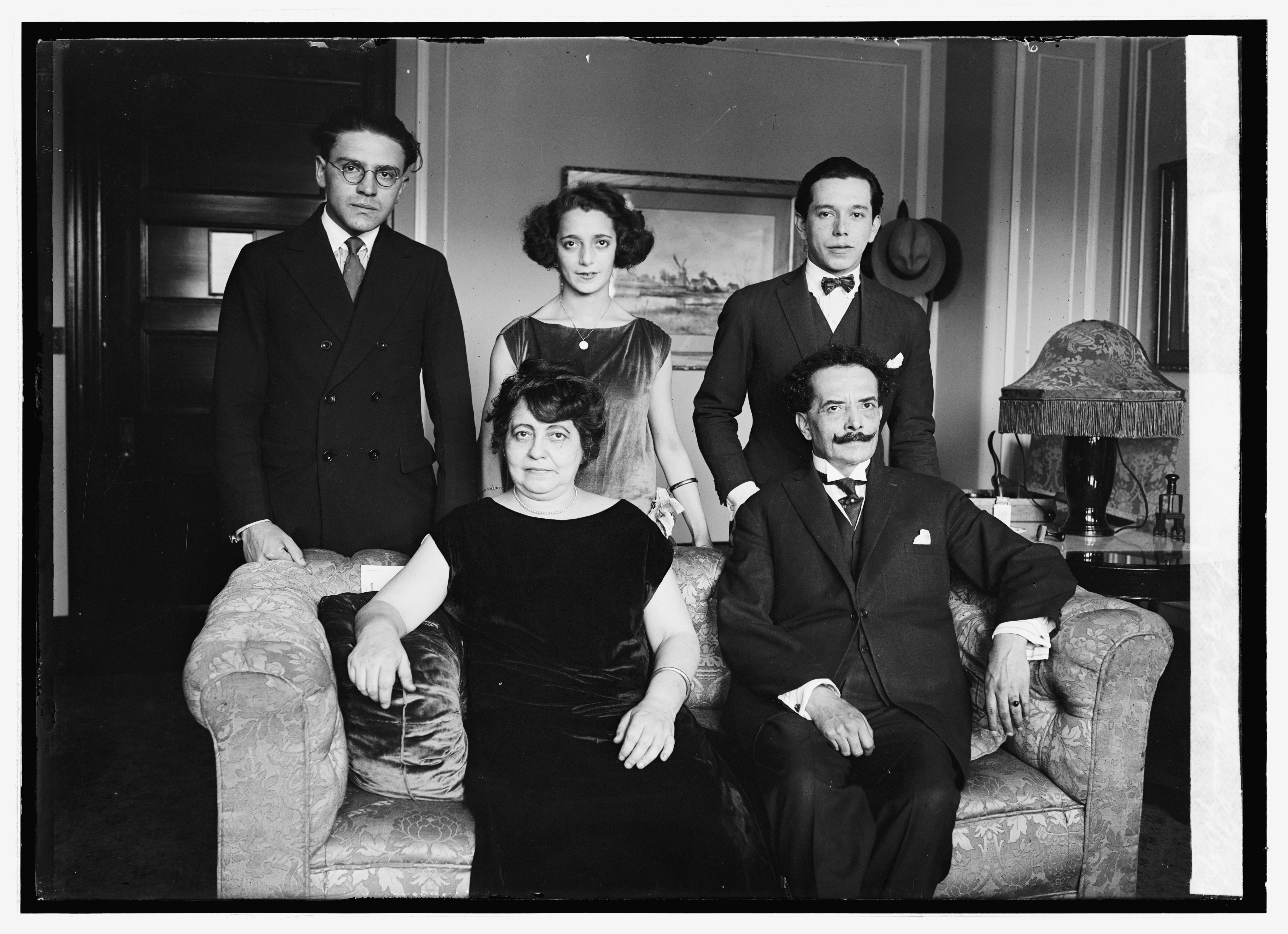
Jaimes Freyre junto a su familia.

Su porte, y sus dotes de orador y declamador, lo hacían un personaje muy singular, respetado por los miembros de la llamada "Generación del Centenario", entre quienes se encontraban Juan B. Terán, Alberto Rougés, Miguel Lillo, José Ignacio Aráoz o los gobernadores Ernesto Padilla y Miguel Mario Campero. Desempeñó la labor de historiador tras organizar el archivo histórico tucumano y publicar la Historia de la República de Tucumán. Entre 1904 y 1907 dirigió la Revista de Letras y Ciencias Sociales, una propuesta única y vanguardista en su época. Fue miembro de la Academia Argentina de Letras y de la Sociedad Sarmiento. En 1916 se le concedió la carta de ciudadanía argentina.

## Servicio público

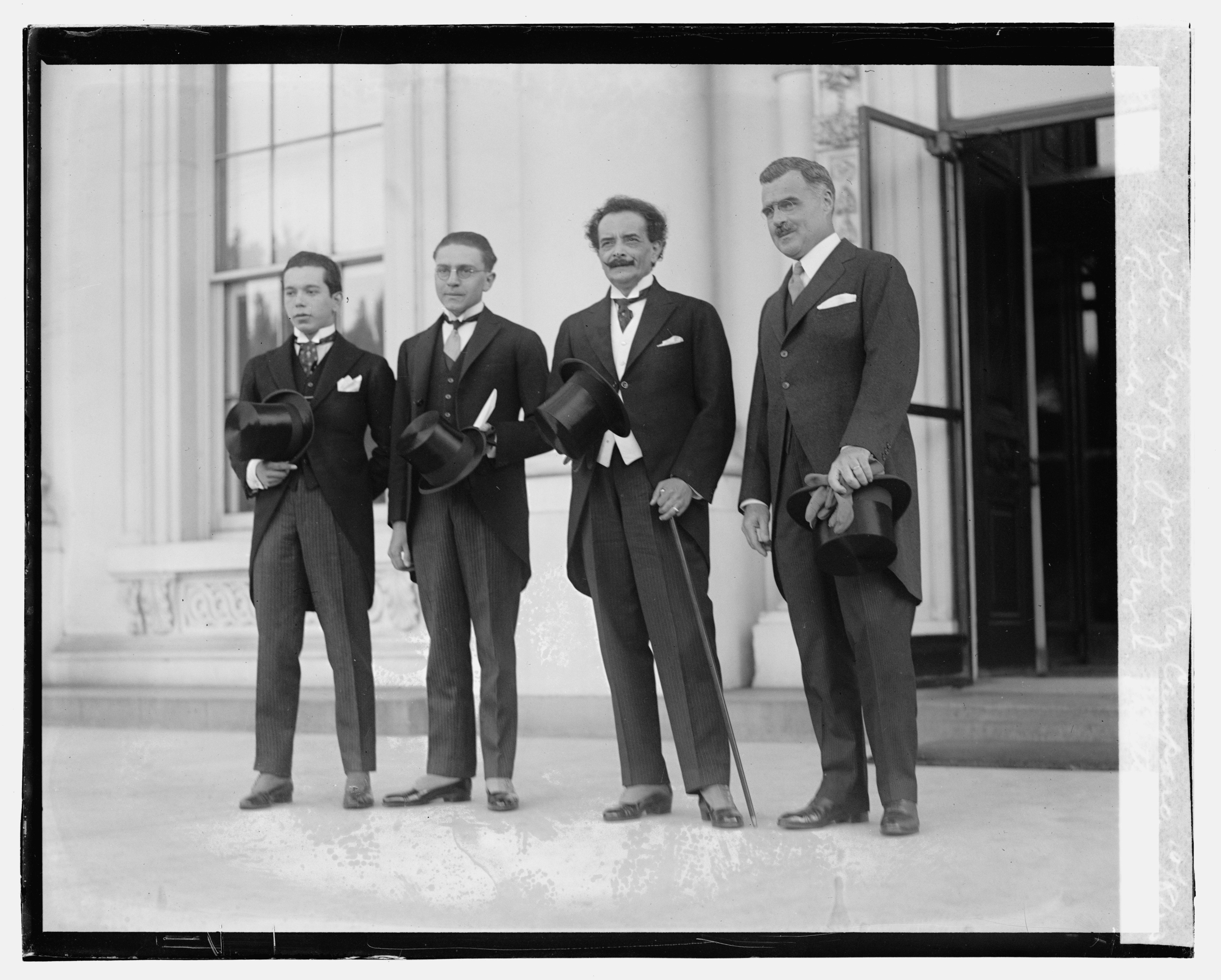
Jaimes Freyre junto a Javier Paz Campero y Víctor Freyre recibidos por J. Butler Wright, diplomático estadounidense, en 1923

Su afinidad con Bautista Saavedra y la llegada de este a la presidencia de Bolivia coincide con su regreso al servicio público. El 12 de mayo de 1921 fue nombrado Ministro de Instrucción Pública, Agricultura y Guerra en Bolivia. A partir de entonces desempeñó en nombre de Bolivia los cargos de Delegado a la Sociedad de Naciones; Ministro de Relaciones exteriores, cargo que le supuso una polémica con Franz Tamayo; embajador en Chile, donde sostuvo una importante polémica con el canciller de este país; embajador en Estados Unidos, país en el que sufrió el fallecimiento de su esposa; embajador en México; y embajador extraordinario y plenipotenciario en Brasil. Este último cargo supuso un desacuerdo con el entonces presidente Hernando Siles, lo cual provocó su renuncia y su regreso a Buenos Aires.

## Últimos años
Fue desarrollando con los años una recta conciencia social y política de sesgo humanista que solo se encuentra entre los modernistas en José Martí; fue así un fervoroso admirador del anarquismo social-cristiano de León Tolstoi, y hasta pudo después, sin haber sido un militante, demostrar sus simpatías por el espíritu que animó la Revolución rusa de 1917. En una ocasión incluso se pensó en proponerlo como candidato a la presidencia de la República de Bolivia, algo que él declinó.
Tras su renuncia vivió pobremente con la jubilación que obtuvo de sus cátedras en Tucumán. El 24 de abril de 1933, en Buenos Aires, murió a los 67 años, en brazos de su hija Yolanda.
El 8 de noviembre de 1933, sus restos, junto a los de su padre, fueron trasladados a Potosí, a donde llegaron tres días después y fueron depositados en la Catedral de la ciudad.

## Obra literaria
Jaimes Freyre es uno de los principales poetas del modernismo hispanoamericano junto a Rubén Darío y Leopoldo Lugones. Su obra Leyes de la versificación castellana le ha valido el título de "Teórico del modernismo". En ella intenta abolir el principio de la cantidad silábica o duración de la sílaba como base del verso, que consideraba "absurda", y propone sustituirlo por el "principio verdadero" del período prosódico, esto es, de las unidades rítmicas acentuales, algo más importante para asentar el ritmo. Su importancia viene dada por haber sido quien introdujo definitivamente el verso libre entre los poetas modernistas. Fue parnasiano solo en rasgos exteriores, como su interés temático en leyendas y motivos lejanos (asuntos medievales y mitos y leyendas nórdicas) y en el cuidado trabajo de la forma, pero fundamentalmente fue simbolista por su búsqueda de la musicalidad y de la evocación de mundos de ensueño. Los poemas de su última época son sociales: los que se recogen en la sección "Las víctimas" de Los sueños son vida. Fue además socialista, ateo y se consideraba ciudadano del mundo.

El pueblo con la planta del déspota en la nuca / muerde la tierra esclava con sus rabiosos dientes / ¡y tíñese entretanto la sociedad caduca / con el sangriento rojo de todos los ponientes!
"Rusia", en Los sueños son vida

Su soneto Siempre fue citado por Jorge Luis Borges en su serie de conferencias en Harvard y en el prólogo de La cifra, entre otras ocasiones, como un ejemplo de poesía puramente verbal:

Admirable ejemplo de una poesía puramente verbal es la siguiente estrofa de Jaimes Freyre:
Peregrina paloma imaginaria
que enardeces los últimos amores;
alma de luz, de música y de flores,
peregrina paloma imaginaria.
No quiere decir nada y a la manera de la música dice todo.

### Obra poética
- Castalia bárbara, prólogo de Leopoldo Lugones (Buenos Aires, 1899)
- Los sueños son vida (Buenos Aires, 1917)
- País de sueño - País de sombra + Castalia bárbara. (Editorial Los Andes, 1918. La Paz, Bolivia).
- Poesías completas, prólogo y compilación de Eduardo Joubín Colombres (Buenos Aires, Claridad, 1944)
- Poesías completas, prólogo de Fernando Díez de Medina (La Paz, Ministerio de Educación y Bellas Artes, 1957)
- Poemas/Leyes de la versificación castellana, prólogo y notas de Antonio Castro Leal (México, Aguilar, 1974)

#### Otros poemas
- "El Cautivo". Las Verdades (La Paz, 1882)
- "Imitación de Víctor Hugo". Las Verdades (La Paz, 1883)
- "Una venganza". El Comercio (La Paz, 1883)
- "Canto a Bolívar". La Sociedad Progresista (1883)
- "¡Espera........!", "La fe es vida", "Arde Troya!", "Becquerismo", "Algarabía", "En el álbum de mi hermana", "Percances de carnaval", "De mi álbum". Las Verdades (1884)
- "Una buena verdad en mal soneto". La Industria (Sucre, 1884)
- "Epístola político-filosófica a Moisés Ascarrunz" (Sucre, 1884)
- "La gloria". Los Debates (Sucre, 1886)
- "Sucre". El Día (Sucre, 1889)
- "A María". Los Tiempos (1899)
- "Noche de fiesta". Caras y Caretas (Buenos Aires, 1913)
- "Un rayo de sol". La Nación (Buenos Aires, 1920)
- "A vos Rubén Darío e a vos Prodencio Plaza, Salut", "Ángel Polibio Chávez", "El presbítero Samamé", "La ciudad natal", "Feliz el que nunca ha visto", "Madrigales de antaño". Publicados en Anecdotario de Ricardo Jaimes Freyre (1953)

### Teatro
- "La antorcha (Fantasía dramática)". El Álbum (Sucre, 1889)
- La hija de Jefthé. Drama en 2  actos y en prosa (La Paz, 1889)
- Los conquistadores. Drama histórico en tres actos y en verso (Buenos Aires, 1928)

### Ensayos y artículos sobre literatura
- Leyes de la versificación castellana (Revista de Letras y Ciencias Sociales, Tucumán, 1905)
- La lectura correcta y expresiva: pronunciación, silabeo, acentuación, entonación e inflexiones de la voz, pausas, respiración, lectura de versos, consejos a los maestros (1908)

### Obra historiográfica
- Tucumán en 1810 (1907)[10]
- Historia de la República de Tucumán (1911)
- El Tucumán del siglo XVI. Bajo el gobierno de Juan Ramírez de Velasco (1914)
- El Tucumán colonial (1915)
- Historia del descubrimiento de Tucumán (1916)[11]